# Heath, Alabama
Heath là một thị trấn thuộc quận Covington, tiểu bang Alabama, Hoa Kỳ. Dân số năm 2009 là 248 người, mật độ đạt 107 người/km².